# Orquesta sinfónica

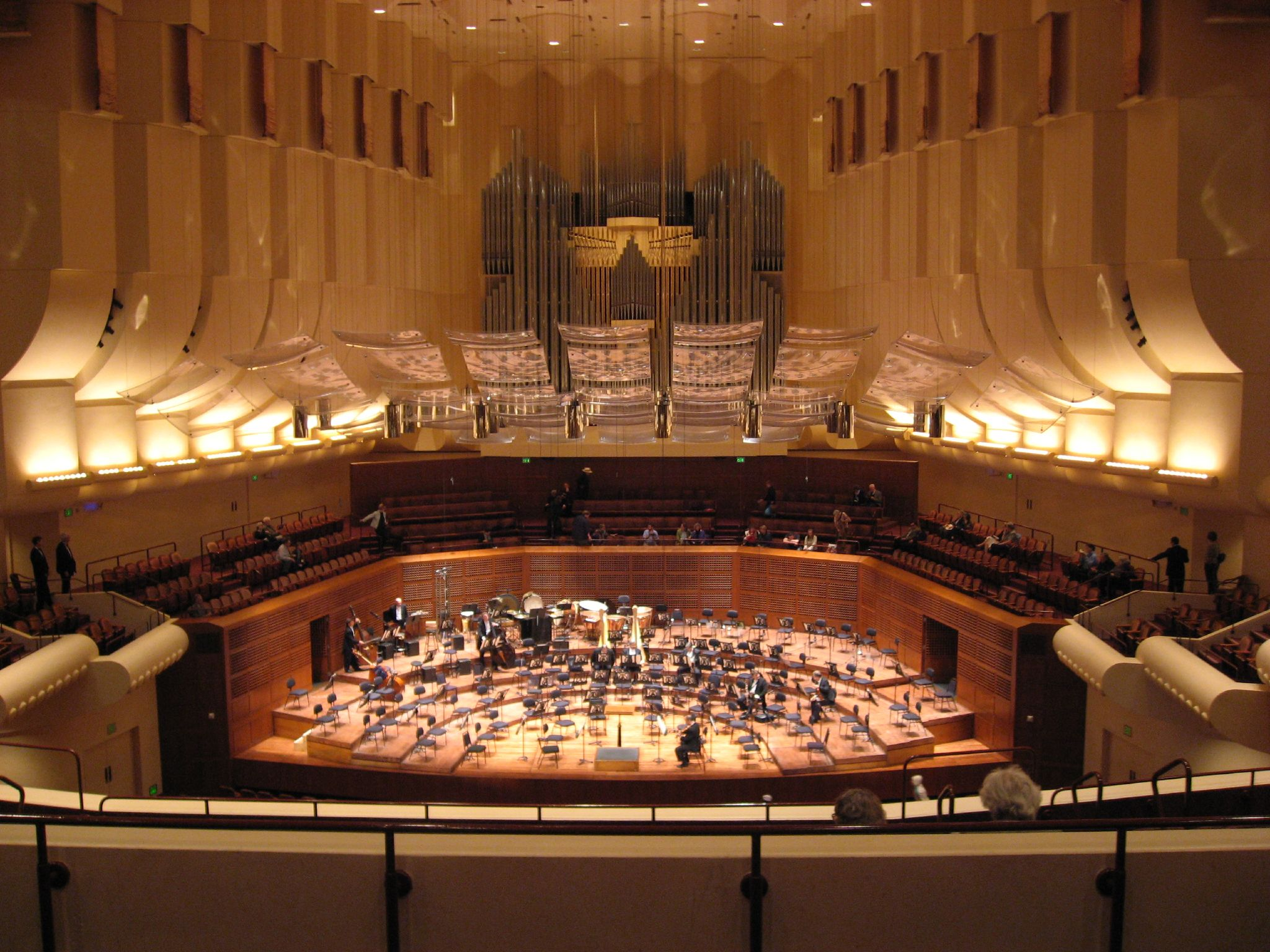
Sala de conciertos de la Orquesta Sinfónica de San Francisco.

La orquesta sinfónica u orquesta filarmónica es aquella orquesta que tiene instrumentos sinfónicos, como los de viento madera, viento de hierro, percusión y cuerda. Una orquesta sinfónica tiene, generalmente, más de doscientos  noventa músicos en su lista. Solo en dos casos llega a tener más de cien, pero el número de músicos empleados en una interpretación particular puede variar según la obra que va a ser ejecutada. El vocablo «orquesta» se deriva de un término latino que se usaba para nombrar a la zona frente al escenario destinada al coro y significa ‘lugar para bailar'.

## Origen
Dos ciudades fueron los principales de producción musical, catalizadores forjadores de la sonoridad del nuevo concepto sinfónico de la orquesta: Viena y Mannheim. En estas ciudades, más que en cualquier otro sitio, se fraguó la realidad de la forma sinfónica. La ciudad alemana de Mannheim disponía de unos excelentes medios materiales para experimentar una orquesta disciplinada y estable cuya calidad pudo apreciar Mozart.

## Instrumentos musicales de la orquesta sinfónica

Esquema de colocación de los instrumentos de una orquesta sinfónica.

La orquesta sinfónica típica consta de cuatro grupos proporcionales similares, por lo general aparecen en las partituras en el siguiente orden (con sus respectivas proporciones indicadas):
- Cuerdas: Entre 30 violines o más divididos en dos secciones, primeros (16) y segundos (14), 12 violas o más,10 violonchelos o más y  8 contrabajos o más. Cuando la obra lo requiere también se incluyen el arpa y el piano.
- Viento madera: 1 flautín, 2 flautas, 2 oboes, 1 corno inglés, 2 clarinetes y 2 fagots. Ocasionalmente también se incluyen 1 clarinete bajo o 1 contrafagot, y en algunas obras saxofones.
- Viento metal: de 2 a 5 trompetas, de 2 a 6 trompas, 2 o 3 trombones tenores y 1 o 2 trombones bajos y una tuba.
- Percusión: varía muchísimo dependiendo de la obra, el instrumento principal son los timbales. Podemos encontrar frecuentemente otros instrumentos como la caja, la marimba, los platillos, el gong o el triángulo entre muchos otros.

Cada sección de la orquesta tiene una colocación determinada de 15 tipos de instrumentos, que ha venido siendo normalizada por la potencia sonora de los instrumentos. Así, los instrumentos de cuerda se sitúan al frente, de más agudo a más grave, detrás se colocan los instrumentos de viento, primero madera y luego metal, y al final se colocan los instrumentos de percusión y el piano.
De estos instrumentos, hay muchos que son el corazón de la orquesta y nunca se renuncia a ellos, y otros que son auxiliares y no siempre aparecen en la orquesta, pese a ser parte del modelo estándar. Por ejemplo, los violines son imprescindibles pero el piano no siempre se encuentra.

## Director de orquesta
El director de la orquesta cumple con una función principal respecto a la orquesta sinfónica, puesto que es el que la dirige e incluso da la formación musical. Es una persona que no solo mantiene el tiempo de la pieza y da las entradas de los instrumentos para que la interpretación sea coherente, sino que debe interpretar la partitura según el concepto “global”, manteniéndose fiel al espíritu original de la obra pero dando una visión personal. Para conseguirlo, debe conocer en profundidad la vida y obra de los compositores. El director no aparece en la orquesta hasta el siglo XIX, cuando realmente se establecieron los estándares de orquesta sinfónica, y surgió casi por motivos estéticos.
Antes era el primer violín (concertino), el clavecinista u organista quien dirigía (continuista), y actualmente se encargan de afinar el conjunto y de la colocación del director dentro del campo visual de los intérpretes. El solista en las obras se sitúa junto al director.